# Mesua nuda
Mesua nuda är en tvåhjärtbladig växtart som beskrevs av Kostermans och T. C. Whitmore. Mesua nuda ingår i släktet Mesua och familjen Calophyllaceae. Inga underarter finns listade i Catalogue of Life.